# Регентський комісаріат Підкарпатської території

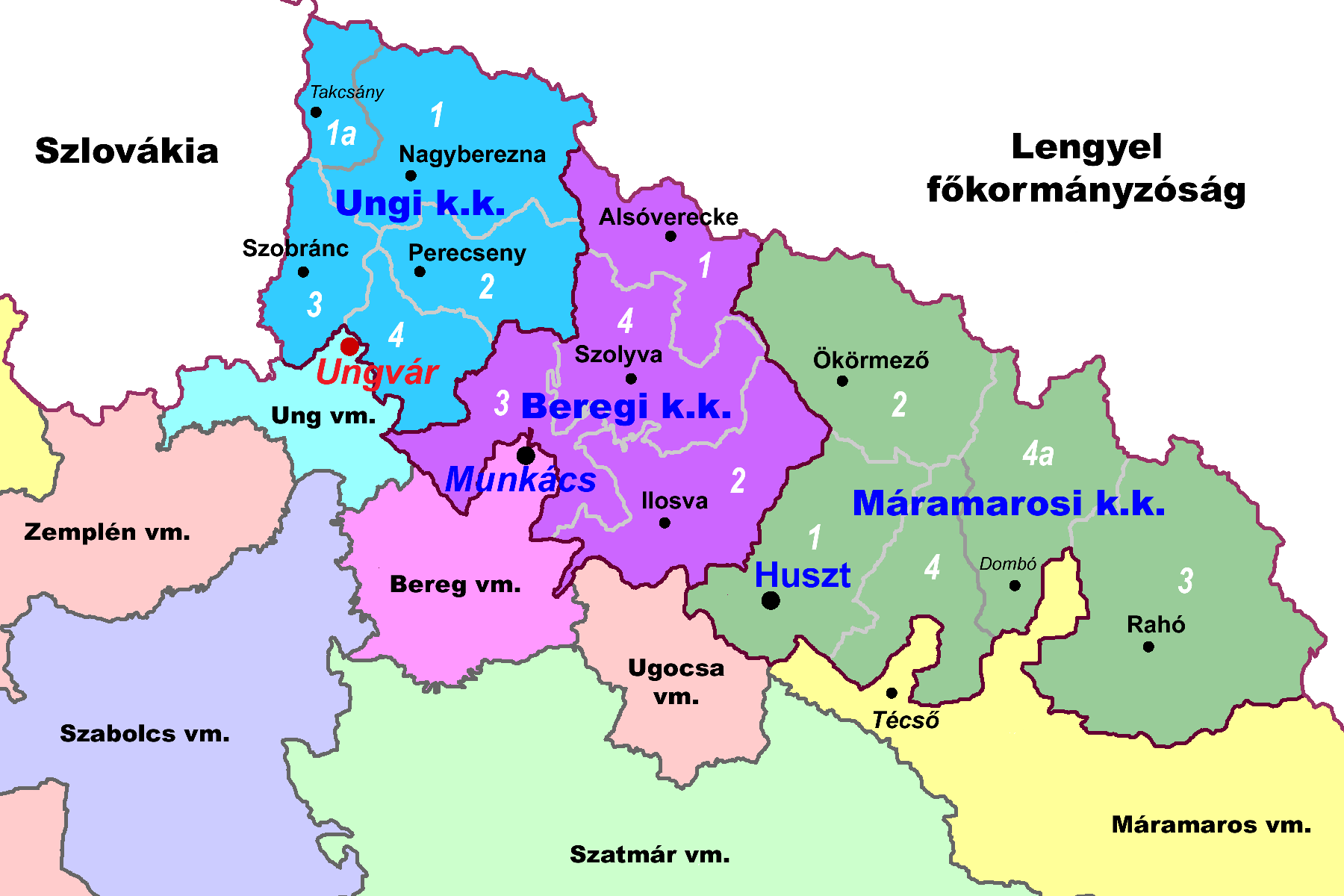
Адміністративно-територіальний поділ Карпатської території після Другого Віденського арбітражу

Регентський комісаріат Підкарпатської території — адміністративне утворення на українських землях за Карпатами під час угорського правління 1939—1944 рр.

## Загальні дані
Являв собою специфічну цивільну інституцію в складі Угорського королівства, яка прийшла на зміну військовій адміністрації Підкарпаття (угор. Kárpátalja katonai közigazgatás) після загарбання Карпатської України. Структура та повноваження регентського комісаріату визначались законом № VI від 22 червня 1939 року «Про єднання Підкарпатської території з Угорською державою» та розпорядженням прем'єр-міністра № 6.200 «Про теперішнє управління суспільними справами на повернутих землях Підкарпаття». Передача влади цивільній адміністрації в особі першого регентського комісара барона Жигмонда Перені відбулась 7 липня 1939 року.
Очільник комісаріату підпорядковувався безпосередньо регенту королівства та прем'єр-міністрові, при ньому існував дорадчий орган — комісія пропозицій. Адміністративно край ділилась на три жупи, керівників жуп призначав прем'єр-міністр, але присягу вони складали перед регентським комісаром.
Державними мовами визначались угорська та угроруська.

## Адміністративний поділ
Кордони краю не збігались з кордонами сучасного Закарпаття, внаслідок словацько-угорської війни до складу Ужанської жупи була прилучена територія округи Собранце, після Другого Віденського арбітражу зі складу Підкарпаття були виведені території з румунським населенням включно з селищем Тячево.
Край поділявся на три адміністративні експозитури: Ужанську (осідок в м. Ужгород), Березьку (Мукачеве) та Марамороську (Хуст). Начальником Ужанської експозитури став доктор права Юлій Дюрич, Березької — доктор права Корнелій А. Бескид, а Марамороської — Бейла Рішко, а згодом доктор права Адальберт Дудинський.
До Ужанської адміністративної експозитури належали: головне місто Підкарпатської території —– Ужгород (староста — доктор права Емерих Пелчарський); округи — Ужгородський (головний окружний начальник — доктор права Олексій Бескид), Перечинський (доктор права Андрій Маргіттаї), Великоберезнянський (доктор права Калман Нодь) і Собранецький (доктор права Штефан Жофчак).
Березька еспозитура налічувала чотири округи: Мукачівський (головний окружний начальник — Симеон Грибовський), Свалявський (Стефан Медвідь), Іршавський (Євген Добош) та Нижньоверецький (Емануїл Рошкович, Омелян Касарда).
У Марамороську експозитуру входили: Волівський (доктор права Андрій Дудич), Рахівський (доктор права Ернест Горзов), Тересвянський (доктор права Стефан Сабо, осідок у Тячеві) та Хустський округ, котрим керував сам начальник експозитури, а згодом доктор права Василь Ондреович, і експозитура окремого уряду в Дубовому (керівник — окружний начальник Бруно Сопко).

## Регентські комісари
- Жигмонд Перені: 28 червня 1939 — 12 вересня 1940
- Міклош Козма: 12 вересня 1940 — 5 січня 1942
- Вілмош Пал Томчані: 5 січня 1942 — 1 квітня 1944

В березні 1944 року у зв'язку з наближенням фронту влада була знову передана військовій адміністрації.
Урядовий комісар військової адміністрації Андраш Вінце: 1 квітня 1944 — 19 жовтня 1944